# Mulundu
Mulundu (oder Mouloundou) ist ein Departement in der zentralafrikanischen Provinz Ogooué-Lolo in Gabun und liegt östlich. Das Departement hatte 2013 etwa 28.000 Einwohner.

## Gliederung
- Lastoursville